# Eleutherobia

Eleutherobia es un género de corales de la familia Alcyoniidae, subclase Octocorallia, clase Anthozoa.
Este género pertenece a los llamados corales blandos, así denominados porque, al contrario de los corales duros del orden Scleractinia, no generan un esqueleto de carbonato cálcico, por lo que no son generadores de arrecife. Como sustento de su estructura colonial, presentan pequeñas espículas de carbonato cálcico denominadas escleritos. La forma, distribución y grosor de estos escleritos se emplea para determinar, sin margen de error, la especie a la que pertenece cada individuo recolectado.

## Especies
Son aceptadas las siguientes especies:
- Eleutherobia albiflora. (Utinomi, 1957)
- Eleutherobia aurea. Benayahu & Schleyer, 1995
- Eleutherobia dofleini. (Kükenthal, 1906)
- Eleutherobia duriuscula. (Thomson & Dean, 1931)
- Eleutherobia flammicerebra. Williams, 2003
- Eleutherobia flava. (Nutting, 1912)
- Eleutherobia grandiflora. (Kükenthal, 1906)
- Eleutherobia grayi. (Thomson & Dean, 1931)
- Eleutherobia lutea. Benayahu & Schleyer, 1995
- Eleutherobia rigida. (Pütter, 1900)
- Eleutherobia rotifera. (J.S. Thomson, 1910)
- Eleutherobia rubra. (Brundin, 1896)
- Eleutherobia somaliensis. Verseveldt & Bayer, 1988
- Eleutherobia splendens. (Thomson & Dean, 1931)
- Eleutherobia studeri. (J.S. Thomson, 1910)
- Eleutherobia sumbawaensis. Verseveldt & Bayer, 1988
- Eleutherobia unicolor. (Kükenthal, 1906)
- Eleutherobia variabile. (Thomson, 1921)
- Eleutherobia vinadigitaria. Williams & Little, 2001
- Eleutherobia zanahoria. Williams, 2000

## Morfología
Las colonias de pólipos tienen forma digitiforme, en cuya superficie brotan los pólipos, que tienen 8 tentáculos pinnados y se pueden retraer totalmente.
Los pólipos son dimórficos: los autozoides, que son para alimentarse, son mayores que los sifonozoides, cuyas funciones son albergar las gónadas y permitir la circulación del agua por la colonia, y son más numerosos.
El extremo inferior de la colonia se fija al sustrato o a la roca a través de unos músculos que impiden sea arrancado. 
Presenta un color naranja, rojo, amarillo, rosa, blanco o gris. Algunas veces Los pólipos son rosas, amarillos o blancos.
Son los únicos octocorales que, en algunas especies, presentan bioluminiscencia, en concreto de color verde.

## Hábitat y distribución
Viven preferentemente en aguas profundas, entre los 11 y los 510 m. Su rango de temperatura es entre 15.25 y 26.55 °C. Normalmente anclados en rocas o al sustrato.
Se les encuentra distribuidos en el océano  Indo-Pacífico, desde Sudáfrica y Etiopía, hasta las Fiyi y Japón.

## Alimentación
No poseen zooxantelas, por lo que se alimentan exclusivamente de las presas de plancton, que capturan ayudados por los tentáculos de sus pólipos, y absorbiendo materia orgánica disuelta en el agua.

## Reproducción
Producen gametos continuamente, las gónadas se encuentran en los pólipos sifonozoides, e incuban las larvas internamente. Una vez expulsadas al exterior, se fijan en dos días y comienzan su evolución a pólipo. Posteriormente se reproducen asexualmente por división, dando origen a la colonia, que es gonocórica, o de sexos separados.